# Pirata simplex
Pirata simplex este o specie de păianjeni din genul Pirata, familia Lycosidae. A fost descrisă pentru prima dată de Ludwig Carl Christian Koch în anul 1882. Conform Catalogue of Life specia Pirata simplex nu are subspecii cunoscute.